# 丁德云
丁德云（1931年7月—），江苏吴江人，中华人民共和国医学家、政治人物，曾任浙江医科大学附属第二医院神经科主任医师、浙江医科大学副校长，中国民主促进会中央委员会常务委员，浙江省政协副主席。

## 生平
1948年，丁德云考入上海圣约翰大学医学院，因院系调整归入上海第二医学院。1954年毕业于上海第二医学院。
1980年加入中国民主促进会。1984年，调入浙江医科大学任副校长，期间筹建了临床药理研究所并任所长。1997年，担任中国民主促进会浙江省委员会主任委员。